# Theodor Koch-Grünberg
Theodor Koch-Grünberg (Grünberg, 9 de abril de 1872 — Caracaraí, 8 de outubro de 1924) foi um etnologista e explorador alemão que contribuiu relevantemente ao estudo dos povos indígenas da América do Sul, em particular dos pemon da Venezuela e dos povos indígenas brasileiros da região Amazônica, estudando a mitologia, as lendas, a etnologia, a antropologia e história dos mesmos. As narrativas dos mitos dos povos indígenas, efetuadas por Theodor Koch-Grünberg, são referidos por Mário de Andrade na sua obra Macunaíma – o herói sem nenhum caráter, de 1928.

## Biografia
Koch-Grünberg estudou filologia clássica na Universidade Gießen, onde participou da organização estudantil
“Landmannschaft Darmstadtia”. Estudou também história, alemão e geografia antes de
prestar em 1896 o exame de licenciatura para professor.
Em 1899 participou de sua primeira expedição de exploração brasileira. A partir de 1901 trabalhou como voluntário no Museu de Etnologia de Berlim. Em 1909 mudou para a Universidade de Friburgo na Brisgóvia, onde se habilitou como docente e, a partir de 1913, como professor universitário de excelência.
Em 1915 foi nomeado diretor do Museu de Linden, em Stuttgart.

## Expedições brasileiras
De dezembro de 1898 até janeiro de 1900 participou da segunda expedição de Meyer ao Xingú, sob orientação de Hermann Meyer, que buscava a fonte do rio Xingú, um afluente do rio Amazonas, e que atravessa o interior brasileiro a partir do Mato Grosso. Dessa expedição também fez parte o botânico Robert Knud Friedrich Pilger.
De 1903 a 1905 explorou os rios Japurá e rio Negro na região amazônica. Seu protocolo de expedição, junto às suas pesquisas sobre os baniwa, foi publicado entre 1910 e 1911 sob o título Zwei Jahre Unter den Indianern - Reisen in Nord West Brasilien, 1903-1905.
Foi um pioneiro da fotografia antropológica, e suas descrições das origens brasileiras continuam de interesse etnológico.
Sua segunda importante expedição ao norte brasileiro e ao sul da Venezuela começou em 1911. Partindo de Manaus e subindo o rio Branco, alcançou o Monte Roraima, na Venezuela. Lá documentou mitos e lendas do povo Pemón e fotografou-o. Grünberg denotava o povo Pemón como arekuna e taulipang. Desbravou a serra Parima, o Caura e o Ventuari antes de alcançar, no dia primeiro de janeiro de 1913, o rio Orinoco. Permaneceu durante um curto período em São Fernando de Atabapo, a então capital do Território Federal do Amazonas. Seguiu o canal Casiquiare, que liga o rio Orinoco ao rio Amazonas através do rio Negro.
Retornou a Manaus e, então, à Alemanha onde, em 1917, publicou sua mais importante obra “De Roraima ao Orinoco”.
Koch-Grünberg morreu inesperadamente em 1924, de malária, na vila de Vista Alegre, no município roraimense de Caracaraí, durante uma expedição com o pesquisador norte-americano A. Hamilton Rice e o luso-brasileiro Silvino Santos, que procuravam cartografar o Rio Branco.
Como traços de seu legado podem ser encontradas uma rua e uma escola com seu nome em sua cidade natal Grünberg (Hessen).

## Obras
- Começo da Arte na Selva. Ernst Wasmuth, Berlim 1905.
- Petróglifos Sul-Americanos. Ernst Wasmuth, Berlim 1907.
- Dois anos entre os indígenas: viagens no noroeste do Brasil (1903/1905). Ernst Wasmuth, Berlim 1909/1910.
- De Roraima ao Orinoco.Resultados de uma viagem no Norte do Brasil e na Venezuela nos anos 1911-1913. 5 Bände. Strecker und Schröder, Stuttgart 1916–1928.
- Contos Indígenas da America do Sul. Eugen Diederichs, Jena 1920.